# Classe Mistral
A Classe Mistral é um conjunto de cinco navios de assalto anfíbio, também designados como porta-helicópteros, atualmente ao serviço da Marinha Francesa e Egípcia. Referido como "navio de projeção e comando" (bâtiments de projection et de commandement / BPC), um navio desta classe é capaz de transportar e implantar 16 helicópteros NH90 ou Tiger, 4 lanchas de desembarque, até 70 veículos dos quais incluem 13 carros de combate / tanques Leclerc, ou senão um forte batalhão de 40 Leclercs, e ainda 450 soldados. Os navios possuem um hospital com 69 leitos e também são capazes de servir como parte de uma Força de Reação da OTAN, ou como parte das Forças de Manutenção da Paz das Nações Unidas e União Europeia.
Dois navios da classe estão em serviço na Marinha da França: Mistral e Tonnerre. Os trabalhos relativos a um terceiro navio, Dixmude, foram lançados em abril de 2009 e um quarto navio também poderá ser construído. Um acordo para 2 navios (+ 2 opcionais) para a Marinha da Rússia foi anunciado pelo presidente francês, Nicolas Sarkozy, em 24 de dezembro de 2010, e assinado pelo vice-premiê russo Igor Sechin e o ministro da defesa francês Alain Juppé, na presença de Sarkozy em 25 de janeiro de 2011. Quatro anos depois a entrega do primeiro navio aos russos foi atrasado indefinidamente.

## Navios na classe
| Nº de amura               | Nome                      | Construtor                | Batimento de quilha       | Lançamento                | Estado                    |
| Marinha Nacional Francesa | Marinha Nacional Francesa | Marinha Nacional Francesa | Marinha Nacional Francesa | Marinha Nacional Francesa | Marinha Nacional Francesa |
| ------------------------- | ------------------------- | ------------------------- | ------------------------- | ------------------------- | ------------------------- |
| L9013                     | Mistral                   | DCNS                      | 10 de julho de 2003       | 6 de outubro de 2004      | Ativo                     |
| L9014                     | Tonnerre                  | DCNS                      | 26 de agosto de 2003      | 26 de julho de 2005       | Ativo                     |
| L9015                     | Dixmude                   | DCNS/STX Europe           | 18 de abril de 2009       | 17 de setembro de 2010    | Ativo                     |
| Forças Navais do Egito    |                           |                           |                           |                           |                           |
| L 1010                    | Gamal Abdel Nasser        | STX Europe                | 1 de fevereiro de 2013    | 15 de outubro de 2013     | Ativo                     |
| L 1020                    | Anwar El-Sadat            | STX Europe                | 18 de junho de 2013       | 21 de novembro de 2014    | Ativo                     |

Nota: As embarcações da Marinha do Egito eram inicialmente para a Marinha Russa, porém o contrato foi rompido face à anexação russa da Crimeia na Guerra Russo-Ucraniana de 2014. O Vladivostoque foi convertido no Gamal Abdel Nasser e o Sevastopol passou para Anwar El-Sadat.